# 佐钦寺
32°05′39″N 98°51′46″E / 32.0941°N 98.8629°E
佐钦寺（藏語：རྫོགས་ཆེན་དགོན།，威利转写：rdzogs chen dgon，THL：Dzogchen Gön；意译为“大圆满寺”），又稱竹慶寺、卓千寺，位于四川省甘孜藏族自治州德格县，是藏傳佛教寧瑪派六大祖寺之一。2007年6月1日公布为四川省第七批文物保护单位。

## 歷史

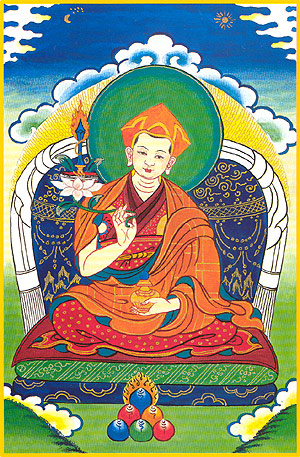
佐钦大圆满寺創寺者--第一世佐钦法王貝瑪仁增(1625–1697)

由第五世達賴大圓滿上師之一的第一世佐钦法王貝瑪仁增（1625–1697） རྫོགས་ཆེན་པདམ་རིག་འཛིན，於1675年（或1684年、1685年），在今四川省甘孜藏族自治州德格县创建。當時是唯一專修寧瑪派最高教法大圓滿的寺廟。除宁玛派的经籍外，十三部显教論典为必修课程也被列入学程。寺主以转世相承，受历代德格土司支持，子寺遍布阿坝、玉树、甘孜等地。

## 佐钦寺12代法台
- 第一代法台：第一世佐钦法王白玛仁增（Pema Rigdzin，རྫོགས་ཆེན་པདམ་རིག་འཛིན，1625–1697）
- 第二代法台：第一世泵洛·囊卡沃萨
- 第三代法台：第二世佐钦法王吉美·泰秋旦增
- 第四代法台：大成就者白玛·根卓囊加
- 第五代法台：第三世佐钦法王尼顿·旦增桑布
- 第六代法台：大成就者囊卡·才旺秋哲
- 第七代法台：第四世佐钦法王美久·囊卡多吉（1793∼？）(圓覺宗第三十代教傳祖師)
- 第八代法台：佛子先盘塔耶（1800∼1855）
- 第九代法台：第五世佐钦法王土登·曲吉多吉（1872∼1935）
- 第十代法台：白玛班扎法王第二世活佛德秋多杰
- 第十一代法台：第六世佐钦法王吉扎·向秋多吉（1935∼1958）
- 第十二代法台：白玛格桑法王(1943- )
- 第十三代法台：第七世佐欽法王 旦增．龍多尼瑪（1974-）

## 相關寺廟
- 佐钦熙日森五明佛学院 从十九世纪到二十世纪中期，佐钦熙日森五明佛学院是西藏东部康区唯一的一所五明佛学院。
- 佐钦白玛唐大圆满闭关中心

## 相關人物
- 竹慶本樂仁波切

## 外部連結
- Dzogchen Monastery Tibet
- Dzogchen Monastery South India（页面存档备份，存于）
- Dzogchen Monastery Information via Nitartha
- Dzogchen Ponlop Rinpoche（页面存档备份，存于）